# Andrea Leand
Andrea Leand (Baltimore, 18 januari 1964) is een tennisspeelster uit de Verenigde Staten van Amerika.
In 1981 was Leand tweede op de junioren-wereldranglijst, het jaar daarop werd zij professional.
In 1982 speelde zij eenmaal op de Fed Cup.
In 1984 kwam zij voor de Verenigde Staten uit op de Olympische zomerspelen van Los Angeles. Ze kwam hier tot de tweede ronde, door de Nederlandse Simone Schilder te verslaan. 
Na haar tenniscarrière schreef Leand voor verschillende Amerikaanse kranten, en was zij commentator voor ESPN.